# Ana Leal de Faria
Ana Maria Homem Leal de Faria (Anjos (Lisboa), 14 de abril de 1946) é uma escritora, doutorada, professora universitária e investigadora de História portuguesa.

## Biografia
Professora agregada jubilada da Faculdade de Letras da Universidade de Lisboa e doutorada em História Moderna – Relações Internacionais pela mesma Universidade (2004) e investigadora do Centro de História da mesma Faculdade.
É académica de número da Academia Portuguesa da História, sócia fundadora da Associação dos Professores de História, membro da Sociedade Científica da Universidade Católica Portuguesa e de diversas outras instituições académicas e científicas nacionais e internacionais.
Recebeu os prémios Aristides de Sousa Mendes (2004) e Calouste Gulbenkian/APH de História Moderna e História contemporânea de Portugal (2009). Tem vários livros e artigos publicados no domínio da sua área de especialidade.
Lecionou diversas cadeiras nos cursos de licenciatura em História e em História da Arte e Património, em cursos de pós-graduação em História de Portugal, História da Cultura Moderna, História das Relações Internacionais, no Ramo Educacional e em Ensino da História. Orientou numerosas teses de mestrado e doutoramento e relatórios de estágio em Ensino da História. Tem lecionado temas de História da Diplomacia e das Relações Internacionais a convite de outras instituições de Ensino Superior nacionais e internacionais.

## Dados genealógicos
Filha de:
- João Luís Ribeiro de Leal de Faria
- Maria Ana Fernandes Homem Rodrigues, filha de Máximo Homem de Campos Rodrigues e de Maria Inácia Braamcamp de Matos Fernandes.

Casamento I:
- Gonçalo da Cunha e Sá Lopes da Silva

Filhos do Casamento I:
- Ana Leal de Faria da Cunha e Sá
- Bernardo Leal de Faria da Cunha e Sá

Casamento II: José Francisco Gomes Santos Fernandes